# 库斯提最后的诱惑
《库斯提最后的诱惑》（英語：The Last Temptation of Krust）是美国动画情景喜剧《辛普森一家》第9季的第15集，也是全剧的第193集，于1998年2月22日通过福克斯广播公司在美国首播。本集由唐尼克·卡里编剧、迈克··安德森担任导演，喜剧演员杰·雷诺以自己的真实身份客串出镜。剧情讲述巴特·辛普森说服小丑库斯提到杰·雷诺主办的喜剧节上表演，但库斯提的节目都已行有时日，观众并不买账，所获评价也很差。库斯提失意之下开始饮酒狂欢，巴特和杰·雷诺将小丑带到辛普森家里并帮他洗了澡，库斯提接下来决定宣布退休。在宣布退休的新闻发布会上，库斯提开始长篇大论地演说，反对现代喜剧，场面到了歇斯底里的程度，但却得到观众认可，于是他又带着新的喜剧风格回归，批评现代社会的商业化。库斯提后来同市场营销高管达成协议，在下一次喜剧表演时推出推广越野车的新节目。电视剧的最后是加长的广告，小汉克·威廉斯演唱的背景歌曲作为伴奏。
受多个喜剧节启发，剧组决定以独角喜剧为主题创作一集节目。由于小丑库斯提的一些笑话容易让人有不好的感受甚至感到冒犯，众编剧起初难以确保这些内容能够通过电视台的审查，之后他们告知电视台，这些笑话只是为了让观众明白库斯提的表演已经老掉牙了，才让相应内容顺利通过。广告是以福特汽车的广告为蓝本，剧组非常喜欢制作出的广告效果，所以决定将其放在节目末尾全套播出。本集获得评论界的好评，《今日美国》在评价《辛普森一家》第9季时认为这集表现突出。《华盛顿时报》、《夜间导报》和多部有关《辛普森一家》的著作都对本集有正面评价。

## 剧情
在巴特·辛普森的劝说下，小丑库斯提同意在杰·雷诺主办的喜剧节上表演。但在现场其他更新潮喜剧演员的衬托下，库斯提老掉牙的表演套路无法让观众青眼相看。接下来，库斯提又看到一篇对自己表演措辞激烈的评价，于是决定要去“喝个天昏地暗”。巴特在内德·弗兰德家门前的草坪上找到烂醉如泥的库斯提，于是找雷诺帮忙，把老人带回自己家里清洗干净。库斯提召开新闻发布会宣布退休，但简短的声明却变成批评现代喜剧的长篇大论，场面到了歇斯底里的程度，然而观众却觉得这样很有趣，库斯提于是又在不久后宣布回归喜剧表演事业。
库斯提回归后开始在知名度较小的活动中表演，他的新表演风格是独角喜剧，节目的主要内容是讲真话，批评现代社会的商业化，声称不会为一己私利向美国企业团体妥协。库斯提还改变了个人形象，身穿深色毛衣，还把头发绑成马尾辫。两名市场营销高管发现库斯提又有了知名度，于是想请他来为名为的新款越野车作宣传。库斯提起初想要坚持不图私利的承诺，但最终还是屈从于金钱的诱惑。他在莫的小酒馆进行喜剧表演时为促销，结果被顾客的嘘声赶下台。最终，他承认自己骨子里并没有什么喜剧天赋，而只是想赚钱。节目的最后是的超长广告，库斯提和巴特坐上库斯提的崭新越野车离开莫的酒馆。

## 制作

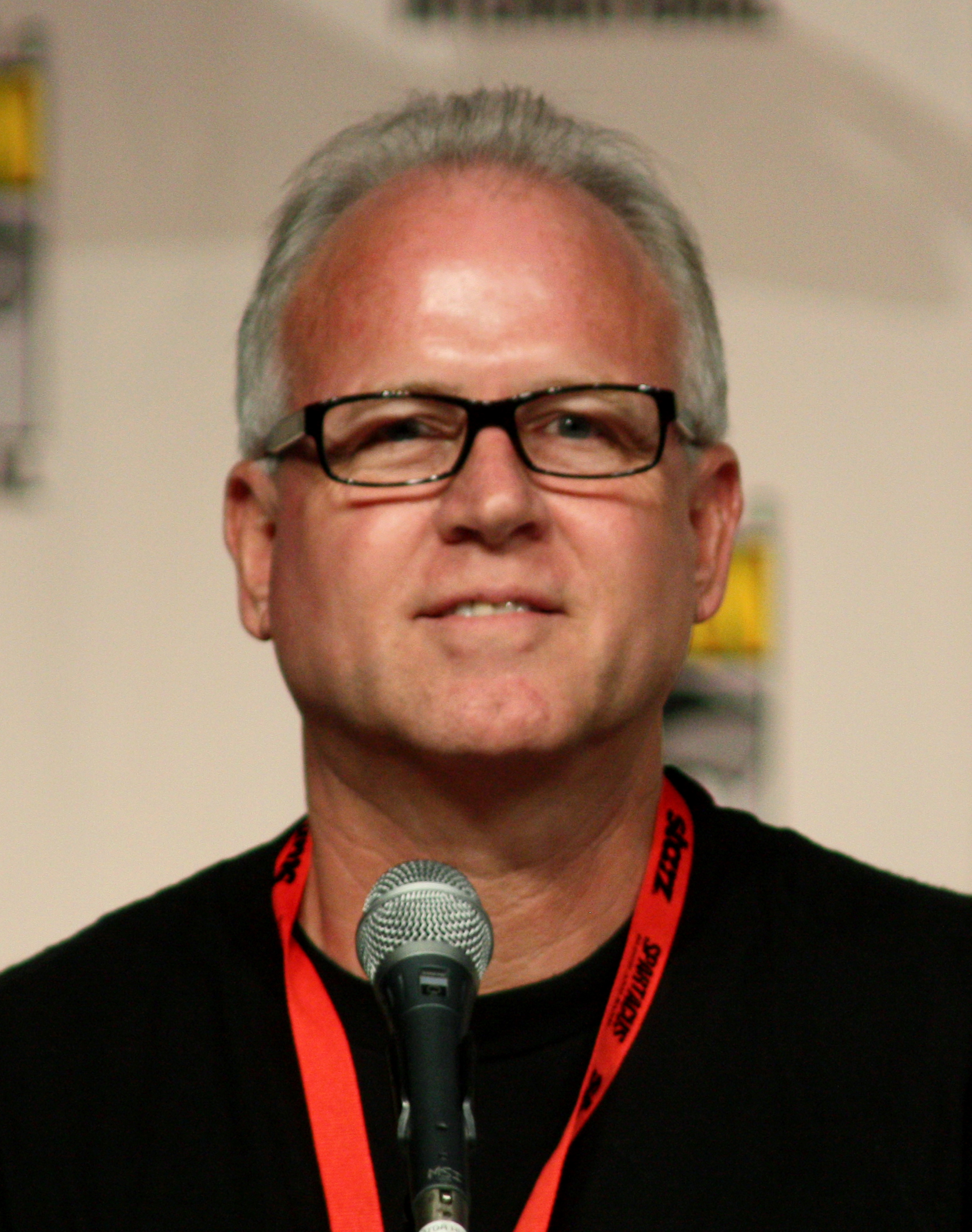
迈克·B·安德森是本集的导演

编剧唐尼克·卡里（Donick Cary）在《辛普森一家》第9季的评论音轨中称，以独角喜剧为主题制作一集节目的灵感源自当时的喜剧节。执行制作人迈克·斯库利（Mike Scully）表示，小丑库斯提的一些笑话容易让人有不好的感受甚至感到冒犯，众编剧起初难以确保这些内容通过电视台审查。剧组告知电视台，采用这些大多以某些刻板印象为基础的笑话只是为了让观众对库斯提喜剧表演的老套程度有一点感性认识。剧中起初还有巴特找雷诺帮忙的镜头，然后两人一起给浴缸里的库斯提洗头。但编剧们觉得前面这个镜头是多余的，观众看到雷诺前来帮忙就会明白是巴特找他来的。
迈克··安德森表示，库斯提复出后在莫的小酒馆表演独角喜剧，对此剧组至少创作了3种不同的表演素材，并将之制成动画，直到后期剪辑时才决定到底采用哪种。这集节目仍然是在播出日期前3周完成动画制作，并且全部摄制工序完成前不久，剧组还在拼命地赶进度。根据原订方案，的广告应该是在剧终字幕时播出，但剧组成员非常喜欢这段广告，希望观众看到时没有那些字幕的干扰，所以将其放在节目的最后。

## 文化指涉

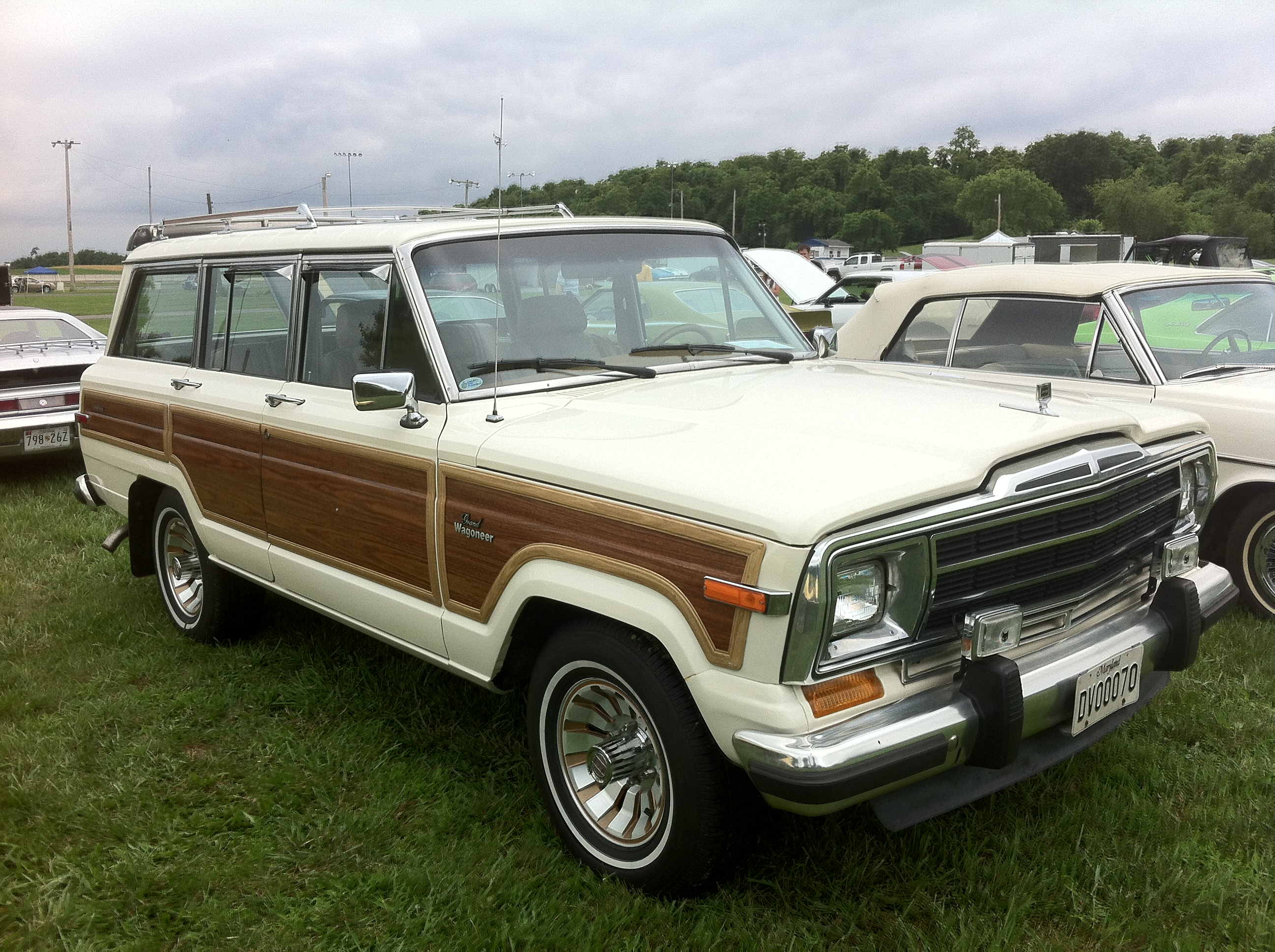
1986年款白色 Jeep Grand Wagoneer (SJ)。右前视图。原车主。照片拍摄于在马里兰州布恩斯伯勒附近的梅森-迪克森赛道举行的第23届东海岸AMC日活动。

除杰·雷诺外，另外多位喜剧演员都在本集中以真实身份出镜，其中包括史蒂夫·赖特（Steven Wright）、詹尼安·吉劳法罗（Janeane Garofalo）、博卡·格德斯维特（Bobcat Goldthwait）和布鲁斯·鲍姆（Bruce Baum），他们凭借这次出场提升了自己的知名度。库斯提的“库斯提工作室”是恶搞露西尔·鲍尔和丈夫戴斯·阿纳兹（Desi Arnaz）组建的德斯路工作室，电视剧《星舰奇航记》就是在该工作室拍摄。观众可以在库斯提“喝个天昏地暗”的蒙太奇段落中看到他喝醉后呕吐在史丹利杯里，国家冰球联盟为此致信表示不满，但剧组还是决定保留这一幕。库斯提还走进过一家名为“赫特人爪哇”（Java the Hutt）的咖啡厅，意指《星球大战》之中的角色赫特人贾巴（Jabba the Hutt）。

### 
剧中的广告和歌曲桥段是以福特汽车广告为蓝本，恶搞某越野车的广告，小汉克·威廉斯（Hank Williams Jr.）演唱的歌曲则是以乡村吉他音乐和抽鞭子的声音伴奏。歌曲的音乐主题和20世纪60年代的电视剧《皮鞭》（Rawhide）非常相似。歌曲的第一段歌词唱道：“你能否给这辆四轮驱动的卡车起个名？（它）闻起来就像牛排，还有35个座位？！！”。《库斯提最后的诱惑》是越野车的首度亮相，这种车之后还在《辛普森一家》第10季第15集《玛琦·辛普森的新车》中出现。此外，1999年发行的原声专辑《与辛普森一家一起唱》（Go Simpsonic with The Simpsons）中也收录了歌曲。
克里斯·特纳（Chris Turner）在《辛普森行星》（Planet Simpson: How a Cartoon Masterpiece Defined a Generation）一书中正面评价恶搞的内容，称这是“对越野车广告的天才戏仿”。史蒂夫·凡德海登（Steve Vanderheiden）在《环境政治》（Environmental Politics）期刊发文，称表现出《辛普森一家》“反对越野车”的立场。凡德海登在文中写道：“即便大受欢迎的动画电视剧《辛普森一家》也于1998年加入反对越野车的行列，节目中出现一辆名为‘’的庞大汽车，广告词还是这么一句顺口溜：‘长12码，宽2车道，65吨的美国自豪！’这种车承诺帮助家庭摆脱平凡的旅行车，但它真正带来的却只有苦难。”新闻媒体此后开始用一词来批判大型卡车和越野车。维姬·哈多克（Vicki Haddock）在《旧金山纪事报》发文，称“越野车主已经成了某种取笑的对象，《辛普森一家》在以戏仿手法兜售杜撰的‘’车型时就简明扼要地把握住了这一点。彩衣傻瓜公司的塞斯·杰森（Seth Jayson）于2006年发文，将福特汽车广告《福特车主杂志》（myFord Owner Magazine）中的措辞同《库斯提最后的诱惑》相对比，批评福特的广告词实在虚假到了荒谬的程度，让人感觉这些广告词可能就是《辛普森一家》或《洋葱报》的作家所写，《库斯提最后的诱惑》尤其能够让人想起这种感受。《芝加哥论坛报》于2004年刊登吉姆·马特亚（Jim Mateja）的文章，文中指出，人们已经发现通用的紧凑型皮卡和有些相似吉姆西公司对此回应，是皮卡，而则是在恶搞越野车。《太阳先驱报》（The Sun Herald）的约书亚·道林（Joshua Dowling）认为，福特-250 的经营理念就是“现实中的”。

## 反响

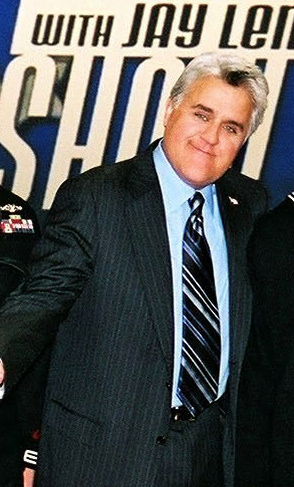
杰·雷诺在《库斯提最后的诱惑》的DVD评论音轨中表示，他也说不清节目的编剧们到底是在取笑还是恭维他。

《库斯提最后的诱惑》于1998年2月22日通过福克斯广播公司在美国首播。根据尼尔森收视率调查结果，节目的收视率为9.7，相当于吸引了约950万家庭收看，在2月16至23日这周福克斯的所有电视节目里排名第4，仅次于《X档案》、《世界上最吓人的警察追逐》（The World's Scariest Police Chases）和《山丘之王》（King of the Hill）。
2006年，《今日美國》在评价《辛普森一家》第9季时称，《库斯提最后的诱惑》是其中表现突出的一集。《华盛顿时报》的约瑟夫·斯扎德科夫斯基（Joseph Szadkowski）在评价第9季的时指出：“在这套22分钟长的瑰宝集锦里，我最喜欢的……就是（库斯提）与杰·雷诺的合作”。《夜间导报》（Evening Herald）的马克·埃文斯（Mark Evans）指出：“单以《库斯提最后的诱惑》这个片名来说，这就是非常出色的一集，小丑库斯提刚刚变成走讽刺路线的‘另类’喜剧演员，但马上就为出卖了自己的信仰”。阿兰·塞平沃尔（Alan Sepinwall）也在《明星纪事报》（The Star-Ledger）给予本集正面评价，称节目中有关的桥段正是观看本集的“真正原因”，而且“这辆超大的汽车也会制作出超多的笑声”。此外，有部分来源中将本集片名误写成《科瑞斯特最后的诱惑》（The Last Temptation of Krusty）。
沃伦·马丁（Warren Martyn）和阿德里安·伍德（Adrian Wood）在著作《我简直不敢相信这是更大更新的辛普森一家非官方指南》（I Can't Believe It's a Bigger and Better Updated Unofficial Simpsons Guide）一书中认为，《库斯提最后的诱惑》是“对库斯提没完没了故事的良好转折”，而且“杰·雷诺也有很好的客串表现……（只是）的广告实在太抢戏了”，两人还对库斯提的“马尾辫和黑毛衣”形象赞不绝口。雷诺在《库斯提最后的诱惑》的评论音轨中表示，节目中对喜剧俱乐部的描绘已经得其精髓，称库斯提回归后的新形象仿佛乔治·卡林职业生涯后期在拉斯维加斯的表演。雷诺在主持《杰·雷诺今夜秀》（The Tonight Show with Jay Leno）时经常引述一些头条新闻展开话题，《库斯提最后的诱惑》对此加以取笑，雷诺觉得这很有趣，称他也搞不清节目的编剧们到底是在取笑还是恭维他。威廉·欧文（William Irwin）在《辛普森一家与哲学：霍默的D'oh!》（The Simpsons and Philosophy: The D'oh! of Homer）一书中认为，本集中的一组镜头不但体现出玛琦·辛普森消极抵抗的性格特征，还表现出她对莉萨的道德影响，以及身为孩子们榜样的价值。
2014年8月，国家冰球联盟在《库斯提最后的诱惑》首播16年半后致信福克斯公司，对节目中库斯提喝醉酒后呕吐在史丹利杯中表示抗议。

## 扩展阅读
- Dobson, Hugo. . The Journal of Popular Culture. 2006-02, 39 (1): 44–68. doi:10.1111/j.1540-5931.2006.00203.x.
- Gray, Jonathan. . Critical Studies in Media Communication. 2005-08, 22 (3): 223–238. doi:10.1080/07393180500201652.